# Idiocera (Idiocera) multiarmata
Idiocera (Idiocera) multiarmata is een tweevleugelige uit de familie steltmuggen (Limoniidae). De soort komt voor in het Palearctisch gebied.